# از روح و تن
از روح و تن (پرتغالی برزیلی: De Corpo e Alma) تله‌نوولا برزیلی است که در سال ۱۹۹۲ منتشر شد.

## گزیدهٔ بازیگران
- ژوزه مایر
- گیلهمی لمی
- استنیو گارسیا
- فابیو آسونسائو
- دانیلا پریس
- میلتون گونسالویس
- گیلهمی جی پادوآ